# Kalikst Poniński
Kalikst Walenty Poniński herbu Łodzia (ur. 1753 w Jeziorach k. Sieradza, zm. 13 czerwca 1817 w Ponince) – książę, generał major wojsk koronnych, członek konfederacji targowickiej w 1792 roku, emfiteutyczny starosta bracławski, dziedziczny komandor maltański (w zakonie od 1786 roku).
Brat zdrajcy Adama Ponińskiego, stryj generała Adama Ponińskiego. W latach 1766–1770 był kadetem w Szkole Rycerskiej w Warszawie. Ufundował regiment pieszy im. Ponińskich i w latach 1775–1785 szefował mu w randze generała. Szefostwo i rangę sprzedał Piotrowi Ożarowskiemu. Poseł na sejm 1780 roku z województwa bracławskiego. Poseł na sejm 1778 roku z województwa poznańskiego.
W roku 1773 uzyskał od Sejmu Rzeczypospolitej tytuł książęcy. Był Komandorem Maltańskim od 1774. W 1780 został kawalerem Orderu Świętego Stanisława. Na Sejmie Wielkim zabiegał o złagodzenie wyroku dla brata Adama. Zmarł w swoich włościach w okolicy Połonnego na Wołyniu. W 1791 roku odznaczony Orderem Orła Białego.
Od 1779 roku był członkiem polskiej loży wolnomularskiej Parfait Silence.
Pochowany w Połonnym.